# Johnny Balentina
Randolph Benito (Johnny) Balentina (Willemstad, 8 augustus 1971) is een Nederlands honkballer, die namens zijn vaderland driemaal deelnam aan de Olympische Spelen: 'Atlanta 1996', 'Sydney 2000' en 'Athene 2004'. Bij die gelegenheden eindigde de rechtshandige achtervanger (catcher) van honkbalvereniging Neptunus met de nationale ploeg op respectievelijk de zesde, de vijfde en opnieuw de zesde plaats.
Balentina speelde in tien jaar tijd 116 interlands voor het Nederlandse team. Met de nationale ploeg won hij vier Europese titels (1993, 1995, 1999 en 2001). De geboren Antilliaan nam na het WK van 2001 op Taiwan afscheid van Oranje. In het seizoen 2004 keerde hij echter terug, waardoor hij bij het EK van 2005 in Tsjechië zijn 133ste interland voltooide. Met dat aantal is hij, na Marcel Joost, recordinternational.
Balentina debuteerde op 7 juli 1992 in een oefenwedstrijd tegen een clubteam uit Apeldoorn. Hij was de eerste Antilliaan en de zevende international, die de magische grens van honderd interlands doorbrak. Voor zijn prestaties werd hij in 2003 benoemd tot lid van verdienste van de Nederlandse honkbalbond (KNBSB).
Als speler kwam Balentina, in 1992 winnaar van de zogeheten Guus van der Heijden Memorial Trophy als beste international onder 23, sinds het seizoen 2000 uit voor ADO/Tornado's uit Den Haag. Hij was daar tevens twee seizoenen hoofdcoach. Daarvoor speelde hij, met een onderbreking van één seizoen (Sparta), tien jaar bij het Rotterdamse Neptunus.
Bij de Haarlemse Honkbalweek van 2004 kwam Balentina tot zes honkslagen in zeventien slagbeurten (.353). Hiermee was hij de beste slagman voor Nederland. Na afloop van het toernooi werd de buitenvelder uitgeroepen tot Most Valuable Player (MVP).
Balentina maakte deel uit van de selectie die bij het WK honkbal (2005) in september geschiedenis schreef door voor het eerste de halve finales van een wereldkampioenschap te bereiken. Gastland Nederland eindigde uiteindelijk op de vierde plaats. Balentina kwam bij het toernooi in actie als catcher, linksvelder en aangewezen slagman. In vier duels kwam hij tot acht slagbeurten en drie honkslagen (gemiddelde 0.375).
Johnny Balentina · 
Giel ten Bosch · 
Eric de Bruin · 
Peter Callenbach · 
Rob Cordemans · 
Jeffrey Cranston · 
Eddie Dix · 
Marlon Fluonia · 
Evert-Jan 't Hoen · 
Eelco Jansen · 
Marcel Joost · 
Adonis Kemp · 
Geoffrey Kohl · 
Marcel Kruijt · 
André van Maris · 
Edsel Martis · 
Paul Nanne · 
Tom Nanne · 
Byron Ward · 
Danny Wout
Sharnol Adriana · 
Johnny Balentina · 
Patrick Beljaards · 
Ken Brauckmiller · 
Rob Cordemans · 
Jeffrey Cranston · 
Michaël Crouwel · 
Radhames Dijkhoff · 
Robert Eenhoorn · 
Rikkert Faneyte · 
Evert-Jan 't Hoen · 
Chairon Isenia · 
Percy Isenia · 
Eelco Jansen · 
Ferenc Jongejan · 
Dirk van 't Klooster · 
Patrick de Lange · 
Raily Legito · 
Jurriaan Lobbezoo · 
Remy Maduro · 
Hensley Meulens · 
Ralph Milliard · 
Erik Remmerswaal · 
Orlando Stewart
Sharnol Adriana · 
Wladimir Balentien · 
Johnny Balentina · 
Patrick Beljaards · 
Maikel Benner · 
Yurendell de Caster · 
Ivanon Coffie · 
Rob Cordemans · 
Robin van Doornspeek · 
Dave Draijer · 
Evert-Jan 't Hoen · 
Chairon Isenia · 
Eelco Jansen · 
Sidney de Jong · 
Ferenc Jongejan · 
Eugene Kingsale · 
Dirk van 't Klooster · 
Patrick de Lange · 
Raily Legito · 
Calvin Maduro · 
Diego Markwell · 
Ralph Milliard · 
Harvey Monte · 
Alexander Smit